# Wilaya Al-Andalus

Wilaya Al-Andalus op zijn hoogtepunt.

Wilaya Al-Andalus was de Omajjadische wilaya (provincie) in Al-Andalus van 711 tot 756, evenals van de politieke instelling die het gebied bestuurde. De hoofdstad van het wilaya werd aanvankelijk gevestigd in Sevilla en uiteindelijk in Córdoba.
Met de islamitische verovering van Iberië werd het oude Visigotische koninkrijk een vazal, dat wil zeggen een gebied dat werd bestuurd door een vazal (gouverneur) die afhankelijk was van het Omajjadische Kalifaat van Damascus en ondergeschikt was aan het politieke centrum van de Maghreb, dat zich in Kairouan bevond.